# Othe
Othe är en kommun i departementet Meurthe-et-Moselle i regionen Grand Est (tidigare regionen Lorraine) i nordöstra Frankrike. Kommunen ligger i kantonen Longuyon som tillhör arrondissementet Briey. År 2022 hade Othe 39 invånare.

## Befolkningsutveckling
Antalet invånare i kommunen Othe
| Referens: INSEE |